# Bürstenabzug
Als Bürstenabzug bezeichnet man einen Probeabzug einer gesetzten Druckseite, bei dem das Papier nicht maschinell (z. B. in der Druckpresse), sondern mit dem Streichen mit einer Bürste von Hand auf den gefärbten Satz gepresst wird. Der Satz kann auf diese Weise schnell überprüft werden und muss für etwaige Änderungen nicht wieder aus der Presse oder Rotation ausgespannt werden.
Durch EDV und Desktoppublishing-Verfahren sind Bürstenabzüge nicht mehr gebräuchlich.
In der Epigraphik wird dieser Begriff auch synonym für die dort eingesetzte Abklatschtechnik verwendet.
Der Vorgang des Anbürstens ähnelt der Verwendung einer schmalen, etwa 35 bis 40 cm langen Tapetenbürste, mit der – in flachem Winkel angedrückt – angekleisterte Tapete auf eine Wand oder Ähnliches möglichst eben und luftblasenfrei angepresst wird.